# لانگلزهایم
شهر لانگلزهایم (به آلمانی: Langelsheim) در ایالت نیدرزاکسن در کشور آلمان واقع شده‌است.